# Gnathanodon speciosus
La sorella daurada (Gnathanodon speciosus) és un peix teleosti de la família dels caràngids i de l'ordre dels perciformes que es troba a les costes del Pacífic oriental: des del sud-oest de Baixa Califòrnia i el Golf de Califòrnia fins a l'Equador.
Gnathanodon speciosus és l'única espècie del gènere Gnathanodon.
Pot arribar als 120 cm de llargària total i als 15 kg de pes.
Menja peixets, crustacis i altres invertebrats.